# Посёлок Детского Дома им В. И. Ленина
Де́тского До́ма им. В. И. Ле́нина — посёлок в Солигаличском районе Костромской области. Входит в состав Бурдуковского сельского поселения.

## География
Посёлок находится в северо-западной части Костромской области, на расстоянии приблизительно 11 км (по прямой) к юго-востоку от города Солигалич, административного центра района.

### Часовой пояс
Посёлок Детского Дома им В. И. Ленина, как и вся Костромская область, находится в часовой зоне МСК (московское время). Смещение применяемого времени относительно UTC составляет +3:00.

## История
В конце XIX века на месте посёлка была построена богадельня на средства купца Василия Михайловича Орлова. В 1897—1907 годах постоянное население составляло 3 человека. В 1905 году был построен главный корпус и электростанция. В 1907 году было учтено 4 двора. После революции размещался детский дом им. В. И. Ленина, который просуществовал до 1980 года. Затем территорию посёлка отдали военным строителям, которые до 1989 года строили местные дороги. После ухода военных наступило запустение.

## Население
| 2008 | 2010 | 2014 |
| ---- | ---- | ---- |
| 0    | →0   | →0   |